# دیوید کرشنر
دیوید کرشنر (انگلیسی: David Kirschner؛ زادهٔ ۲۹ مهٔ ۱۹۵۵) تهیه‌کننده فیلم، و فیلم‌نامه‌نویس اهل ایالات متحده آمریکا است. وی از سال ۱۹۸۳ میلادی تاکنون مشغول فعالیت بوده‌است. در سال ۱۹۸۶، دیوید کرشنر قراردادی دو ساله با یونایتد آرتیستز پیکچرز و ام‌جی‌ام/یو‌ای تلویژن برای توسعه، تولید و توزیع پروژه‌های بزرگ سینمایی و تلویزیونی امضا کرد.

## گزیدهٔ آثار

### سینما
- بازی بچگانه
- بازی بچگانه ۲
- بازی بچگانه ۳
- عصر حجری‌ها
- ارباب صفحات
- گربه‌ها نمی‌رقصند
- عروس چاکی
- سرزمین مجازات
- شیرهای دست دوم
- فرزند چاکی
- جورج کنجکاو
- دوشیزه پاتر
- جورج کنجکاو ۲: آن میمون را دنبال کن!
- نفرین چاکی
- فرقه چاکی

### تلویزیون
- خانواده آدامز